# Cara Williams
Cara Williams (Brooklyn, Nueva York, 29 de junio de 1925 - Beverly Hills, California, 9 de diciembre de 2021) fue una actriz estadounidense conocida por su papel como la "La madre de Billy" en Fugitivos (1958), por el que fue nominada al Óscar a la mejor actriz de reparto, y por el de Gladys Porter en la serie de televisión de la CBS Pete and Gladys, por el que también fue nominada a la Primetime Emmy a la mejor actriz - Serie de comedia.

## Biografía
Hija de inmigrantes judíos, comenzó a actuar al escenario de muy pequeña. Después de trasladarse a Hollywood con su madre, que trabajaba en la radio y en el doblaje en dibujos animados. A los 16 años cayó en el mundo de la comedia y el teatro musical con el nombre de Bernice Kay.
En la década de los 40 y 50, apareció en diferentes películas hasta que en 1959 ganó una nominación al Óscar a la mejor actriz de reparto por su actuación en Fugitivos.
Después se centró en la televisión y se retiró de los escenarios en 1980.

## Vida personal
Se casó con Alan Gray en 1945; tuvieron una hija, Cathy Gray, pero el matrimonio acabó dos años después. Williams se casó en segundas nupcias con John Drew Barrymore, el padre de Drew Barrymore en 1952. Un matrimonio convulso y que acabó en 1959. Su hijo, John Blyth Barrymore, también es actor. Su tercer marido fue el empresario Asher Dann y permanecieron juntos hasta la muerte de éste en 2018.

## Filmografía[3]
- La ley del oeste (Wide Open Town), de Lesley Selander (1941)
- Girls' Town, de Victor Halperin (1942)
- Happy Land, de Irving Pichel (1943)
- Sweet and Low-Down, de Archie Mayo (1944)
- In the Meantime, Darling, de Otto Preminger (1944)
- Laura, de Otto Preminger (1944)
- Something for the Boys, de Lewis Seiler (1944)
- Don Juan Quilligan, de Frank Tuttle (1945)
- The Spider, de Robert D. Webb (1945)
- Boomerang!, de Elia Kazan (1947)
- Niñera moderna (Sitting Pretty), de Walter Lang (1948)
- Sed de dominio (The Saxon Charm), de Claude Binyon (1948)
- Llamad a cualquier puerta (Knock on Any Door), de Nicholas Ray (1949)
- Monte Carlo Baby, de Jean Boyer y Lester Fuller (1951)
- The Girl Next Door, de Richard Sale (1953)
- El robo del diamante azul (The Great Diamond Robbery), de Robert Z. Leonard (1954)
- ¡Viva Las Vegas!, de Roy Rowland (1956)
- Para ella un solo hombre (The Helen Morgan Story), de Michael Curtiz (1957)
- Fugitivos (The Defiant Ones), de Stanley Kramer (1958)
- Nunca robes cosas pequeñas (Never Steal Anything Small), de Charles Lederer (1959)
- Solo contra el hampa (The Man from the Diners' Club), de Frank Tashlin (1963)
- Esposas de médicos (Doctors' Wives), de Frank Borzage (1971)
- El desafío del búfalo blanco (The White Buffalo), de J. Lee Thompson (1977)
- De espaldas a la justicia (The One Man Jury), de Charles Martin (1978)

## Premios y reconocimientos
Premios Óscar
| Año  | Categoría                          | Película  | Resultado |
| ---- | ---------------------------------- | --------- | --------- |
| 1959 | Óscar a la mejor actriz de reparto | Fugitivos | Nominada  |